# Två odalisker varav en är naken, ornamental bakgrund och dambräde
Två odalisker varav en är naken, ornamental bakgrund och dambräde (franska: Deux odalisques dont l'une dévetue, fond ornemental et damier) är en oljemålning av den franske konstnären Henri Matisse. Den målades 1928 och donerades 1929 av Föreningen för främjandet av förbindelserna mellan svensk och fransk konst till Moderna museet i Stockholm. Tavlan är signerad "Henri Matisse 28".
Målningen skildrar två liggande modeller i ett rum med färgrik dekoration på väggar och golv. Mellan sig har de ett dambräde. Matisse utförde verket under sin "Nice-period(fr)" då han influerades av islamisk konst och sina resor till Nordafrika. Under denna period målade han ett stort antal verk som avbildade odalisker, det vill säga mer eller mindre nakna kvinnor i en orientalisk miljö som han arrangerat i sin ateljé i Nice. 

## Andra odaliskmålningar av Matisse

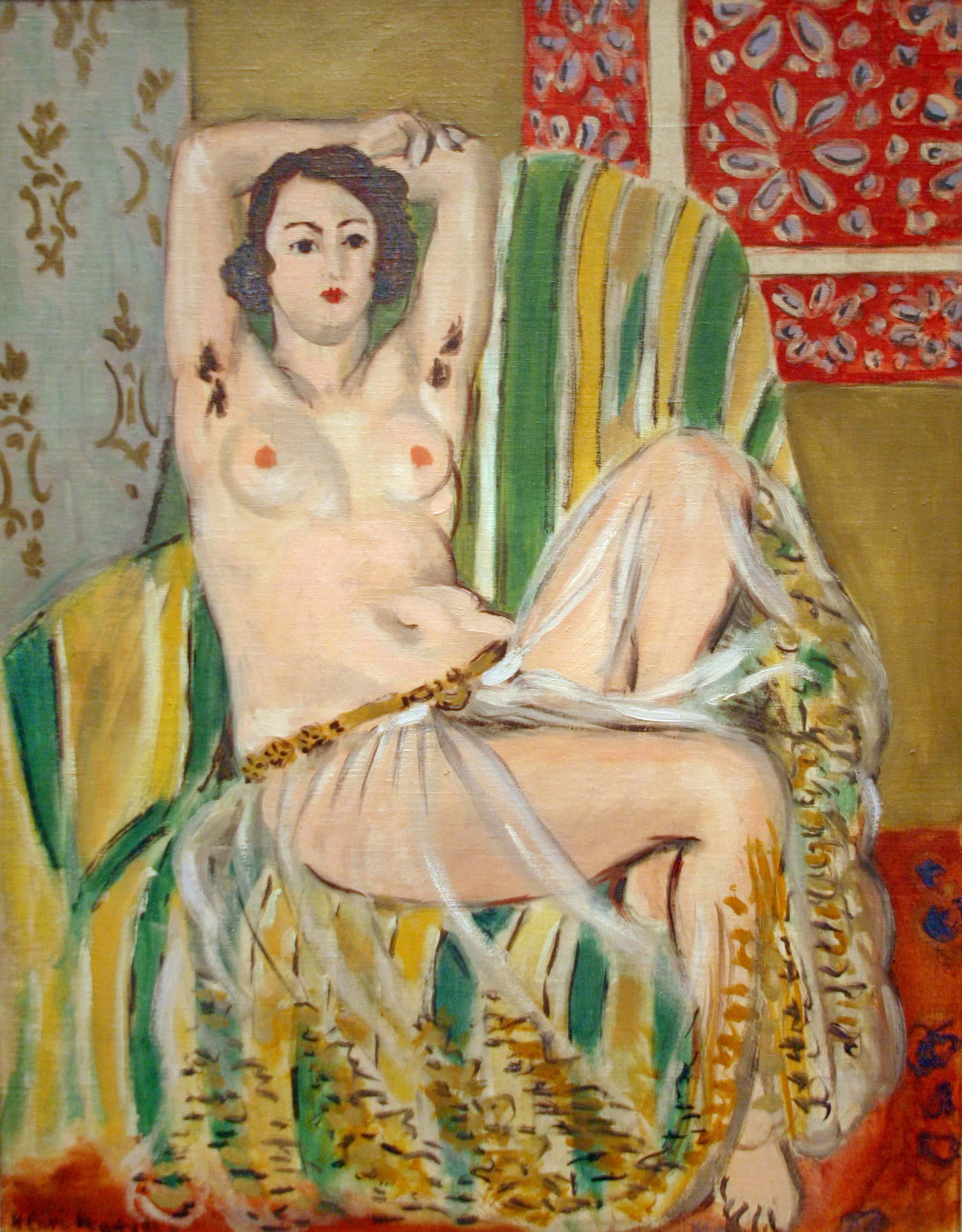
Odalisk med uppsträckta armar (1925–1926), National Gallery of Art.
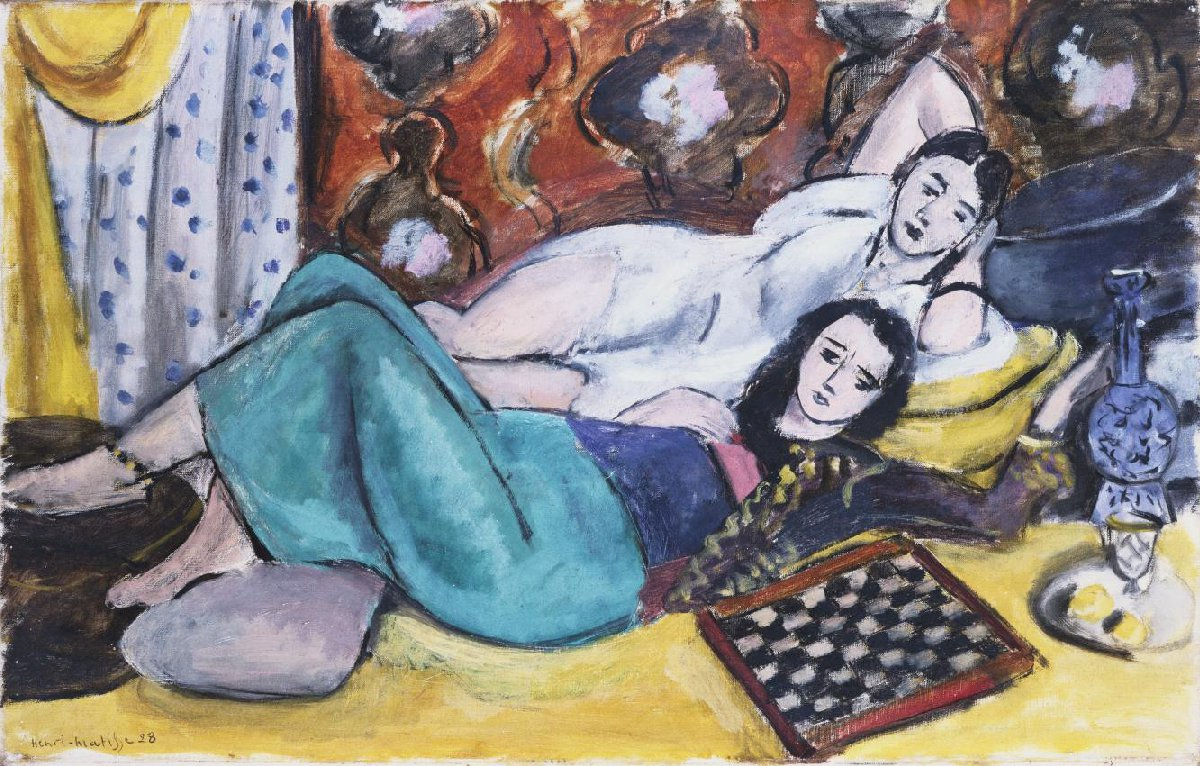
Två vilande modeller (1928), Philadelphia Museum of Art.